# M39 (Objektivanschluss)
M39 ist ein im Bereich der Fototechnik standardisierter, herstellerunabhängiger Objektivanschluss für Wechselobjektive mittels Schraubgewinde.
Das „M“ in der Bezeichnung steht für einen metrischen Durchmesser, die Maßzahl für den Durchmesser in Millimetern. Unterschiede bei diesem Anschlussmaß bestehen in der Steigung des Gewindes; die wichtigsten sind das zöllige 1/26″, sowie 0,75 und 1 (metrische Maße). Die Steigungsmaße 1/26″ (= rund 0,977 mm) und 1 mm liegen sehr nahe beieinander – es werden Spezialgewinde passend für beide angeboten. M39-Filtergewinde haben zumeist eine Steigung von 0,5 oder 0,75 mm.

## Leica-Gewinde

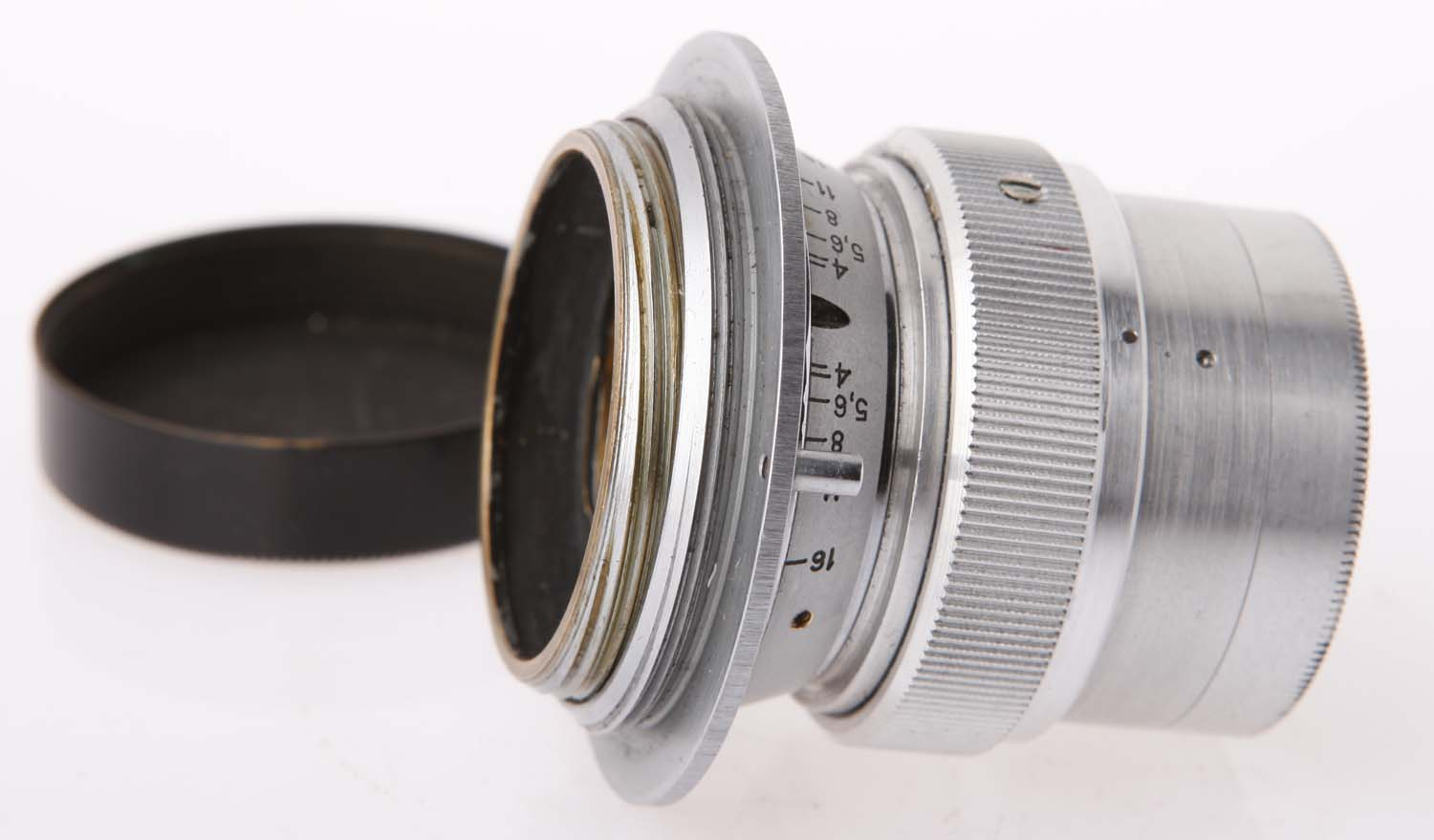
50-mm-Objektiv mit M39-Schraubgewinde (äußeres, silberfarbenes Gewinde).
Das kleinere, mehrgängige, gelblich gefettete Gewinde dient der Fokussierbewegung. Die ins Kameragehäuse ragende linke Kante des Tubus steuert den Entfernungsmesser der Kamera an.

Das M39-Leicagewinde, auch Leica L-Mount oder Leica Screw Mount – LSM genannt, hat 1/26″ Steigung und wurde ab den 1930er Jahren vor allem für Kleinbild-Meßsucherkameras genutzt. Eingeführt an der Schraubleica entwickelte es sich später, obwohl von Leica selbst 1954 durch das M-Bajonett ersetzt, durch zahlreiche Kopien anderer Hersteller zum allgemeinen Standard für Messsucherkameras. Für das Gewinde sind auch heute noch hochwertige Objektive erhältlich.
Neben der Normung des Gewindes ist das Auflagemaß der Objektive auf 28,8 mm festgelegt.
Untrennbar zum LSM-Standard gehört die Kupplung der Entfernungseinstellung der Objektive an den Messsucher der Kamera. Dies wird durch einen Ring oder Nocken am Objektiv erreicht, der entsprechend der Einstellweite unterschiedlich weit aus dem Objektiv hinausbewegt wird.

Die Bewegungs- bzw. Steuerweite entsprach der Einstellbewegungsweite des von Leica verwendeten Normalobjektivs, dessen „Objektivhub“ direkt auf den Entfernungsmesser übertragen wurde. Für Objektive abweichender Brennweiten muss diese durch das Normalobjektiv definierte Steuerweite dann im Innern des Objektivs durch eine zusätzliche Mechanik erzeugt werden, da sich die Einstellbewegungsweite (also der „Objektivhub“) abhängig von der Brennweite ändert.
Das M39-Gewindemaß selbst wird auch für Vergrößerungsobjektive verwendet und ist nach wie vor weit verbreitet. Obwohl die Objektive mechanisch „passen“, sind sie untereinander nicht kompatibel, wegen unterschiedlicher Auflagemaße und dem Fehlen obiger Messsucherkupplung. Weiterhin gibt es einige weitere Kamerasysteme, die ebenfalls ein M39-Gewinde benutzen, aufgrund eines anderen Auflagemaßes aber ebenfalls inkompatibel sind (Braun Paxette, und frühe Zenit-Spiegelreflexkameras).

## M39×1 (Leica-Kopien, Braun Paxette SLR, Russische SLRs)
Objektive mit dem sehr ähnlichen metrischen Gewinde M39/1 wurden in der UdSSR und in Japan beim Kopieren des Leica-Gewindes hergestellt; zumindest in der UdSSR wurde dies aber später korrigiert. Erfahrungsgemäß sind beide Objektivtypen untereinander austauschbar. In der Steigung nicht genau passende Gewinde greifen nur auf einem geringen Teil der Schraubenlinie, sind daher als Unpaar weniger belastbar und anfälliger für Verschleiß.
Das M39-Gewinde wurde auch vom System Braun Paxette verwendet, bis zu dessen Umstellung auf das SLK-Bajonett.
Paxette-Objektive lassen sich mit einer Distanzhülse (einem Gewindereduzierstück) an moderne Spiegelreflexen adaptieren.
Russische M39-SLR-Objektive lassen sich mittels Gewindehülse (einem Gewindereduzierstück) auf M42 und somit ebenfalls an moderne Spiegelreflexen adaptieren, wobei eine geringe Auflagemaßdifferenz verbleibt. Diese kann durch mechanisches Nacharbeiten des Kameraadapters behoben werden und somit den Einsatz über den gesamten Fokusbereich bis unendlich der jeweiligen Objektive gestatten.
Rein mechanisch lassen sich sowohl Braun-Paxette-Objektive wie auch russische M39-SLR-Objektive auf demselben Weg auch an Leica-Messsucherkameras adaptieren. Die Objektive bringen jedoch natürlich keine Messsucherkupplung mit, sodass ihr Einsatz nur an digitalen Leicas via Live View oder elektrischem Aufstecksucher sinnhaft ist.

## M39×0,75 (Vergrößerer- und Großformatobjektive)
Zahlreiche Vergrößerer-Objektive zur Herstellung von Papierabzügen benutzen das metrische Gewinde M39×0,75 (die Steigung ist kleiner als beim Leica-Objektivgewinde), z. B. einige Brennweiten des Schneider Kreuznach Componon S. Ebenso werden einige Verschlüsse von Groß- und Mittelformatobjektiven mit diesem Maß ausgeliefert.
Erneut steht einer Adaptierung solcher Objektive an moderne (digitale) Kameras nichts im Wege. Vergrößerer-Objektive werden wegen ihrer hohen Detailschärfe besonders in der Makrofotografie verwendet. Hier können sie an Balgengeräte montiert werden, da die Objektive selbst keine Fokussierungseinrichtung besitzen. Für den Einsatz an Kameras sind Schneckengänge verfügbar (sog. Helicoids), welche auch Unendlich-Fokus gestatten. Beim Einsatz an Leica-Messsucherkameras ist erneut das Fehlen der Messsucherkupplung zu bedenken, sodass ihr Einsatz nur an digitalen Leicas via Live View oder elektrischem Aufstecksucher sinnhaft ist.